# Lentireduvius
Lentireduvius is een geslacht van wantsen uit de familie van de Reduviidae (Roofwantsen). Het geslacht werd voor het eerst wetenschappelijk beschreven door Cai & Taylor in 2006.

## Soorten
Het genus is monotypisch en bevat alleen de volgende soort:

- Lentireduvius brasiliensis Cai & Taylor, 2006